# Patricia von Miserony

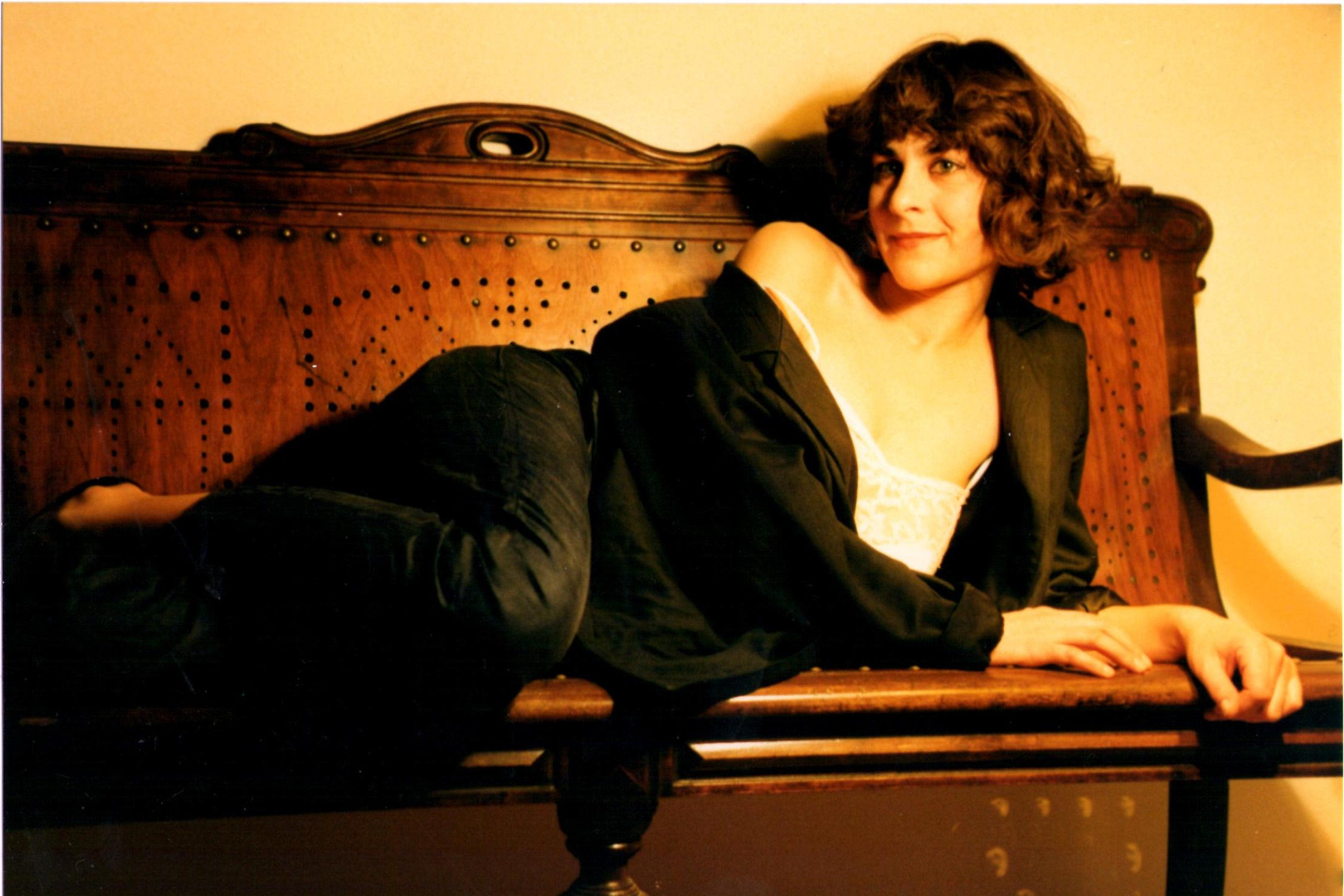
Patricia von Miserony (1990)

Patricia von Miserony (zeitweise Miseroni, * 13. April 1958 in Westberlin) ist eine deutsche Schauspielerin.

## Leben
Von Miserony wurde als drittes von vier Kindern des tschechisch-ungarischen Fernsehjournalisten Josef Hyzdal von Miserony in Berlin geboren. Ihre Mutter war eine medizinisch-technische Assistentin aus Königsberg.
Sie wuchs in bürgerlichen Verhältnissen in Berlin-Zehlendorf auf. Aufgrund ständiger Abwesenheit des Vaters wurden von Miserony und ihre beiden Geschwister, Michael (* 1956) und Renée (* 1959), von der Mutter so gut wie alleine erzogen.
Von Miserony war auf dem Titel der Fernsehzeitschrift Funk Uhr, Heft 1 aus dem Jahr 1959 (Foto: J. H. v. Miserony).
Schon in früher Kindheit lernt sie durch den Vater Schauspieler und Filmschaffende kennen, die im Elternhaus ein und aus gingen. So wurde ihr Weg schon sehr früh vorgezeichnet.
Während ihrer Jugendjahre im Berlin der 1970er Jahre kam von Miserony infolge der gesellschaftlichen Umorientierung in persönliche Widersprüche. Sie verließ 1976, kurz vor dem Abitur, das Gymnasium. Es kam zum Bruch mit dem Elternhaus und auch der Stadt. Von Miserony zog für zwei Jahre nach Brighton (England).

## Karriere
Nachdem von Miserony sich 1977 an einer Schauspielschule in London angemeldet hatte, holte sie ihr Vater 1978 nach München, wo sie als jüngste Studentin die Neue Münchner Schauspielschule von Ali Wunsch-König besuchte.
Es folgten die Studienjahre, in denen sie nur wegen ihrer außergewöhnlichen Begabung weiterhin die Schauspielschule besuchen durfte. 1981 entdeckte Peter Zadek ihr Talent und holte von Miserony an die Volksbühne am Rosa-Luxemburg-Platz, wo sie zu gesonderten Bedingungen in Der Widerspenstigen Zähmung von Shakespeare eine Hosenrolle (Biondello) spielen durfte. Somit brach sie die Schauspielschule in München frühzeitig ab, kehrte in ihre Heimatstadt zurück und hatte anschließend, trotz dieser recht zwiespältigen Inszenierung, ihren ersten Durchbruch.
Von Miseroni, wie sie sich damals noch schrieb, arbeitete von da ab mit den zu jener Zeit namhaften Regisseuren zusammen, mit Reinhard Hauff in Der Mann auf der Mauer neben Marius Müller-Westernhagen, mit Dominik Graf und Klaus Emmerich für die neunteilige Serie Rote Erde. 1985 stieg sie aus dem Film und Fernsehgeschäft aus. Zu einer geplanten Zusammenarbeit mit Tankred Dorst 1985 kam es nicht mehr.
Mit der Geburt ihrer beiden Kinder und der damit verbundene Rückzug ins Privatleben spielte Patricia von Miserony erst wieder 2001 eine kleinere Rolle neben Michael Degen in dem Film Leo und Claire unter der Regie von Joseph Vilsmaier. Von da an arbeitete von Miserony wieder regelmäßig für Film und Fernsehen, bis sie sich 2003 einer Theatergruppe um Markus Jung anschloss. In der Rolle des Dieter Fürst, einer weiteren Hosenrolle, konnte Patricia von Miserony in München einen erneuten, größeren Erfolg als Schauspielerin feiern. Nach einem jähen Ende der Theatergruppe und deren Auflösung 2004 ging von Miserony 2005 mit ihren beiden Kindern nach Berlin. In Berlin trat sie wieder in Kontakt zum Bruder Michael H. de Miserony, mittlerweile selbst Filmschaffender. 2006 schloss sie sich erneut einer Theatergruppe an. In Berlin und in Brandenburg spielte von Miserony ab 2006 die Nora aus Nora oder Ein Puppenheim von Ibsen.
2009 entstand ihre erste Regiearbeit unter großem Erfolg, Bernarda Albas Haus von Federico García Lorca mit Schülern und Studenten des Goethe-Gymnasiums in Berlin-Wilmersdorf.
Von Miserony lebt und arbeitet in Berlin.

## Filmografie (Auswahl)
- 1979: Der Prager Prozeß 1979, ARD, Regie: Patrice Chéreau
- 1982: Rote Erde, Regie: Klaus Emmerich
- 1982: Der Mann auf der Mauer, Spielfilm, Regie: Reinhard Hauff
- 1983: Der Fahnder (TV-Serie)
- 1984: Radio, HFF München, Regie: Michael Gutmann
- 1984: Der Fahnder – Der Dichter vom Bahnhof TV-Serie (ARD) Regie: Dominik Graf .... Edith
- 1984: Detektivbüro Roth – Rosstäuscher TV-Serie (ARD) Regie: Thomas Engel .... junges Mädchen
- 1985: Nachtgelächter, (Fernsehfilm), ARD, Regie: Dagmar Damek
- 1986: Liebe, Love, L’Amour, Kurzfilm, HFF-München, Alles auf Anfang
- 1989: Vogel und Osinder – Treffpunkt Monti, TV-Serie, ARD, Regie: Volker Maria Arend
- 1990: Zurück in die Zukunft – Robert Vorhoelzer, Dokumentarfilm BR, Regie: Michaela Buescher
- 2000: Dr. Stefan Frank, TV-Serie RTL, Regie: Hans Jürgen Tögel
- 2000: Leo & Claire, Kinospielfilm, Regie: Joseph Vilsmaier
- 2001: Der Bulle von Tölz, (TV-Serie), Mörder unter sich
- 2003: Unter Verdacht – Beste Freunde, TV-Reihe, ZDF, Regie: Uwe Frießner
- 2004: Ich bin kein Monster, Kurzfilm, Regie: Markus Jung
- 2009: Frühlings Erwachen, Theaterfilm, ZDF-Theaterkanal / Arte, Regie: Nuran David Calis
- 2010: Die Stein, TV-Serie, Regie: Bodo Schwarz
- 2010: Hand aufs Herz, TV-Serie, Sat.1, Regie: Tina Kriwitz
- 2011: Der alte Mann und die WG, Kurzfilm der FH-Mainz, Regie: Maximilian Scholz
- 2014: Mann/Frau, Webserie, BR, Regie: Johann Buchholz
- 2016: Ruhestörung, Kurzfilm, NUR film group, Regie: Aliaksei Paluyan

## Theater
Von Miserony arbeitete als Schauspielerin an deutschen Theatern, u. a. am Marstalltheater München, an der Freien Volksbühne, Berlin sowie in München am Modernen Theater, im Nachtcafé, am Interim-Theater, an der Pasinger Fabrik und in der Black Box, Gasteig. Zudem ist sie in den letzten Jahren auch als Regisseurin tätig.

## Auszeichnungen
- 1984 erhielt sie einen Preis auf den Internationalen Hofer Filmtagen